# Mafumafu
Mafumafu (en japonés: まふまふ) es un cantautor de origen japonés. Reconocido por ser vocalista, músico y compositor en la unidad "After the Rain", junto al cantante Soraru, así mismo es conocido por su personaje en el canal de juegos "Manun2nd" (まぬん2nd). Posee un amplio rango vocal de cuatro octavas, que va desde la nota baja de A2 hasta la nota alta de C7, por lo cuál su voz es muy versátil.
Mafumafu toca la guitarra y el piano. A menudo escribe sus propias letras, canta, interpreta y mezcla audio. También produce música para juegos, anime y otros artistas.

## Primeros años y carrera
Mafumafu nació en Tokyo, Japón el 18 de octubre de 1991. Comenzó a publicar vídeos en Niconico en 2010. En algunas entrevistas ha dicho que disfruta escuchar diversos géneros músicales. También ha dicho que su amor por la música se debe a que durante su dolorosa infancia sintió que podía transmitir sus emociones con canciones. Cree que las personas son capaces de crecer y mejorar siempre y cuando se esfuercen en hacerlo. Desde que comenzó su carrera musical, ha ido mejorando ampliamente su vocabulario y adquiriendo más experiencia, para poder componer mejores canciones y escribir mejores letras.
Si bien Mafumafu trabaja principalmente en sus propios álbumes, ha hecho dos álbumes con el cantante utaite Soraru, como un dúo llamado After the Rain. El popular dúo lanzó el 13 de abril de 2016 su album Crocrest Story, bajo el sello Universal Entertainment Japan . Mafumafu se encargó de la mayor parte de la composición y los arreglos del álbum. Dijo que trató de crear canciones que coincidieran con los rangos musicales de ambos, que fuera divertido para ellos y que sacara a relucir las fortalezas de ambos. El álbum alcanzó el segundo lugar en las listas semanales de Oricon .
Su primera gira en solitario se llevó a cabo del 15 de enero al 5 de febrero de 2017. El 7 de mayo, Mafumafu organizó el demo Fest ga shitai de Hikikomori-tachi! (ひきこもりたちでもフェスがしたい！) y cantó junto a Soraru, Amatsuki, Urashimasakatasen, luz, un:c, Araki, nqrse y kradness . El 18 de octubre de 2017, lanzó el álbum titulado Ashita-iro World end (明日 色 ワ ー ル ド エ ン ド).
Connected to Disney, un álbum de versiones oficial de Disney, se lanzó el 13 de marzo de 2019. Mafumafu ayudó a producir el álbum y actuó junto a otros seis cantantes. El 22 de junio de 2019, realizó una actuación en vivo en solitario en el MetLife Dome con una audiencia de 35.000 personas. Al día siguiente, 23 de marzo, Mafumafu organizó la demostración anual Hikikomori-tachi Fest ga shitai! (ひきこもりたちでもフェスがしたい！). En julio, Mafumafu lanzó el sencillo Sacrifice (サクリファイス). Esta fue la primera vez que creó música para un anime, esta vez para el anime To the Abandoned Sacred Beasts .  Su álbum titulado Kagura-iro Artifact (神楽色アーティファクト) fue lanzado a través de A-Sketch Inc. el 16 de octubre. Había 20 canciones en el álbum, más que cualquier otro álbum que Mafumafu había lanzado anteriormente. Intentó seleccionar las mejores 20 canciones que fue capaz de crear e incluyó canciones con una variedad de estilos musicales, lo cual era una tendencia diferente a los álbumes anteriores. Mafumafu también escribió la letra, compuso y arregló la música para el tema de apertura de Pokémon Journeys, cuyo estreno está previsto para el 17 de noviembre de 2019 en TV Tokyo . El tema de apertura "1, 2, 3" es cantado por After the Rain, el dúo musical de Mafumafu y Soraru, y se pudo escuchar durante los primeros 31 episodios del popular anime. 
El 16 de febrero de 2020, Mafumafu fue encontrado inconsciente en su sala de estar. Más tarde, fue transportado a una institución médica, donde le diagnosticaron síncope cardiogénico.
Mafumafu tenía planeado realizar un show en el Tokyo Dome el 25 de marzo de 2020, así como su demostración de Hikikomori-tachi Fest ga shitai! (ひきこもりたちでもフェスがしたい！) en el Tokyo Dome el 26 de marzo. Sin embargo, el 12 de marzo del mismo año anunció que pospondría las actuaciones debido a los impactos del COVID-19 . Si bien consideró posponer los eventos para una fecha posterior, el 31 de marzo se anunció oficialmente que su show fue cancelado.
Las ventas del primer lanzamiento de video de Mafumafu están programadas para salir a la venta el 14 de octubre de 2020 y consisten en un video filmado durante su actuación de 2019 en el MetLife Dome.
Mafumafu es muy activo tanto en YouTube como en Niconico. Ha participado en espectáculos en vivo y eventos del mercado del cómic de verano. Actualmente está publicando videos junto a otros cantantes utaite y amigos como Soraru, Amatsuki, Uratanuki, Ahono Sakata, luz, etc.
Mafumafu tiene un personaje teru teru bōzu mascota llamado Mafuteru (ま ふ て る). A veces se dice que Mafuteru ayuda a Mafumafu con las ilustraciones y la edición de sus videos musicales.
Una serie animada de Internet llamada Hikikomori demo maru maru ga shitai! (ひきこもりでも○○がしたい!), también conocida como Hikimaru (ひきまる), comenzó el 19 de diciembre de 2018, con apariciones de Mafumafu. La segunda temporada, Hikimaru 2nd, comenzó el 26 de septiembre de 2019 con personajes como Mafumafu, Soraru, Amatsuki, luz, Uratanuki, Shima, Sakata y Senra.

## Discografía

### Álbum

#### Álbum en solitario
El rango más alto se basa en los gráficos semanales de Oricon
| #   | Fecha de lanzamiento    | Título                                       | Etiqueta     | Formato                                       | Número del producto | Lista de canciones grabadas | Ranking más alto |
| --- | ----------------------- | -------------------------------------------- | ------------ | --------------------------------------------- | ------------------- | --- | ---------------- |
| 1   | 11 de agosto de 2012    | 夢色シグナル (Yumeiro signal)                | Mafumafu     | CD                                            | —                   | 13 Song CD 1. AM 4:00 2. 人生リセットボタン (Jinsei reset button) 3. サクラ唄 (Sakura uta) (Album ver.) 4. 孤独ノ隠レンボ (Kodoku no komo lembo) 5. 千本桜 (Senbonzakura) 6. PM 10:00 7. イカサマライフゲイム (Ikasama life game) 8. Caseaman (Album ver.) 9. 完全犯罪ラブレター (Kanzen hanzai love letter) 10. ポーカーフェイス (Poker face) feat. Suzumu 11. カミサマネジマキ (Kamisamane jimaki) 12. AM 5:00 13. DAYBREAK |                  |
| 2nd | 31 de diciembre de 2013 | 刹那色シンドローム (Setsuna-iro syndrome)    | Mafumafu     | CD                                            | —                   | 16 Song CD 1. [京華創造] (Kyō hana sōzō) (Instrumental) 2. 仇返しシンドローム (Ada-gaeshi Syndrome) 3. 命のユースティティア (Inochi no Eustatia) 4. 夢花火 (Yume hanabi) 5. ハッピーチューン (Happy tune) 6. 緑青色の憂鬱 (Ryokushōiro no yūutsu) 7. かなしみのなみにおぼれる(Kanashimi no namini oboreru) 8. [永眠童話] (Eimin dōwa) (Instrumental) 9. ラストエフェクト(Last effect) 10. ギガンティックO.T.N (Gigan tick O.T.N) 11. 延命治療 (Enmei chiryō) -Arrange ver.- 12. 後書きの始まり、虚無の目次 (Atogaki no hajimari, kyomu no mokuji) 13. ラストリーフ (Last leaf) 14. [睡杯] (Nemu-hai) (Instrumental) --Bonus Track-- 15. 仇返しシンドローム (Ada-gaeshi Syndrome) (Instrumental setsunairo +3 ver.) 16. 緑青色の憂鬱 (Setsuna-iro syndrome) (Instrumental setsunairo ver.)                                                                             |                  |
| 3rd | 25 de abrill de 2015    | 闇色ナイトパレード (Anshoku Night parade)    | Mafumafu     | CD                                            | —                   | 15 Song CD 1. [Trance] (Inst) 2. キューソネコカミのすゝめ (Kyūsonekokami no Susu me) 3. 忘却のクオーレ (Bōkyaku no Quare) 4. 林檎花火とソーダの海 (Ringo hanabi to soda no umi) 5. プラスティック (Plastic) 6. ハーテッド・ドール (Hearted Doll) 7. ショパンと氷の白鍵 (Shopan to Kōri no hakken) 8. [Vulgar entertainment] (Inst) 9. 戯曲とデフォルメ都市 (Gikyoku to Deforma toshi) 10. 落書きの隠しかた (Rakugaki no kakushi kata) 11. 空を駆け下りて (Sora o kake orite) 12. クリスナイトパレード (Chris night parade) 13. Septet Minus a fear 14. [Before goodbye] (Inst) 15. 夢と泡沫 (Yume to utakata) |                  |
| 4th | 18 de octubre de 2017   | 明日色ワールドエンド(Ashita-iro World end)   | NBCUniversal | First Press Limited Edition A (with benefits) | GNCL-1274           | 16 Song CD 1. [Nexus] 2. 輪廻転生 (Rinne tensei) 3. 立ち入り禁止 (Tachiiri kinshi) 4. 眠れる森のシンデレラ (Nemurerumori no Cinderella) 5. 水彩銀河のクロニクル (Suisai ginga no Chronicle) 6. 夢のまた夢 (Yumenomatayume) 7. ふたりぼっち (Futari Bocchi) 8. [Anonymous] 9. 罰ゲーム (Batsu Game) 10. フューリー (Fury) 11. 悪魔の証明 (Akuma no shōmei) 12. 恋と微炭酸ソーダ (Koi to bi tansan Soda) 13. 常夜の国の遊び方 (Tokoyo no kuni no asobikata) 14. すーぱーぬこになりたい (Super nukoni naritai) 15. [Lycoris] 16. 終点 (Shūten) | 2                |
| 4th | 18 de octubre de 2017   | 明日色ワールドエンド(Ashita-iro World end)   | NBCUniversal | First limited edition B (with benefits)       | GNCL-1275           | 16 Song CD 1. [Nexus] 2. 輪廻転生 (Rinne tensei) 3. 立ち入り禁止 (Tachiiri kinshi) 4. 眠れる森のシンデレラ (Nemurerumori no Cinderella) 5. 水彩銀河のクロニクル (Suisai ginga no Chronicle) 6. 夢のまた夢 (Yumenomatayume) 7. ふたりぼっち (Futari Bocchi) 8. [Anonymous] 9. 罰ゲーム (Batsu Game) 10. フューリー (Fury) 11. 悪魔の証明 (Akuma no shōmei) 12. 恋と微炭酸ソーダ (Koi to bi tansan Soda) 13. 常夜の国の遊び方 (Tokoyo no kuni no asobikata) 14. すーぱーぬこになりたい (Super nukoni naritai) 15. [Lycoris] 16. 終点 (Shūten) | 2                |
| 4th | 18 de octubre de 2017   | 明日色ワールドエンド(Ashita-iro World end)   | NBCUniversal | Normal Edition                                | GNCL-1276           | 16 Song CD 1. [Nexus] 2. 輪廻転生 (Rinne tensei) 3. 立ち入り禁止 (Tachiiri kinshi) 4. 眠れる森のシンデレラ (Nemurerumori no Cinderella) 5. 水彩銀河のクロニクル (Suisai ginga no Chronicle) 6. 夢のまた夢 (Yumenomatayume) 7. ふたりぼっち (Futari Bocchi) 8. [Anonymous] 9. 罰ゲーム (Batsu Game) 10. フューリー (Fury) 11. 悪魔の証明 (Akuma no shōmei) 12. 恋と微炭酸ソーダ (Koi to bi tansan Soda) 13. 常夜の国の遊び方 (Tokoyo no kuni no asobikata) 14. すーぱーぬこになりたい (Super nukoni naritai) 15. [Lycoris] 16. 終点 (Shūten) | 2                |
| 5th | 16 de octubre de 2019   | 神楽色アーティファクト (Kagura-iro Artifact) | A-Sketch     | First limited edition A                       | AZZS-90             | 20 Song CD 1. 忍びのすゝめ (Shinobi no Susu me) 2. 自壊プログラム (Jikai Program) 3. サクリファイス (Sacrifice) 4. ジグソーパズル (Jigsaw puzzle) 5. マルファンクション (Malfunction) 6. 朧月 (Oborodzuki) 7. すーぱーぬこになれんかった (Super nukoni narenkatta) 8. 女の子になりたい (On'nanoko ni naritai) 9. 動かざること山の如し (Ugokazaru koto yama no gotoshi) 10. 君のくれたアステリズム (Kimi no ku reta Asterism) 11. リライトザサーガ (Rewrite the saga) 12. 曼珠沙華 (Manjushage) 13. とおせんぼう(Toosenbou) 14. 傀儡の心臓 (Kugutsu no shinzō) 15. 廃墟の国のアリス (Haikyo no kuni no Alice) 16. 生まれた意味などなかった。(Umareta imi nado nakatta) 17. アートを科学する (Art wo Kagakusuru) 18. それは恋の終わり (Sore wa koi no owari) 19. 拝啓、桜舞い散るこの日に (Haikei, sakura mai chiru kono Ni~Tsu ni) 20. あさきゆめみし (Asakiyumemishi) | 2                |
| 5th | 16 de octubre de 2019   | 神楽色アーティファクト (Kagura-iro Artifact) | A-Sketch     | First limited edition B                       | AZZS-91             | 20 Song CD 1. 忍びのすゝめ (Shinobi no Susu me) 2. 自壊プログラム (Jikai Program) 3. サクリファイス (Sacrifice) 4. ジグソーパズル (Jigsaw puzzle) 5. マルファンクション (Malfunction) 6. 朧月 (Oborodzuki) 7. すーぱーぬこになれんかった (Super nukoni narenkatta) 8. 女の子になりたい (On'nanoko ni naritai) 9. 動かざること山の如し (Ugokazaru koto yama no gotoshi) 10. 君のくれたアステリズム (Kimi no ku reta Asterism) 11. リライトザサーガ (Rewrite the saga) 12. 曼珠沙華 (Manjushage) 13. とおせんぼう(Toosenbou) 14. 傀儡の心臓 (Kugutsu no shinzō) 15. 廃墟の国のアリス (Haikyo no kuni no Alice) 16. 生まれた意味などなかった。(Umareta imi nado nakatta) 17. アートを科学する (Art wo Kagakusuru) 18. それは恋の終わり (Sore wa koi no owari) 19. 拝啓、桜舞い散るこの日に (Haikei, sakura mai chiru kono Ni~Tsu ni) 20. あさきゆめみし (Asakiyumemishi) | 2                |
| 5th | 16 de octubre de 2019   | 神楽色アーティファクト (Kagura-iro Artifact) | A-Sketch     | Normal Edition                                | AZCS-1082           | 20 Song CD 1. 忍びのすゝめ (Shinobi no Susu me) 2. 自壊プログラム (Jikai Program) 3. サクリファイス (Sacrifice) 4. ジグソーパズル (Jigsaw puzzle) 5. マルファンクション (Malfunction) 6. 朧月 (Oborodzuki) 7. すーぱーぬこになれんかった (Super nukoni narenkatta) 8. 女の子になりたい (On'nanoko ni naritai) 9. 動かざること山の如し (Ugokazaru koto yama no gotoshi) 10. 君のくれたアステリズム (Kimi no ku reta Asterism) 11. リライトザサーガ (Rewrite the saga) 12. 曼珠沙華 (Manjushage) 13. とおせんぼう(Toosenbou) 14. 傀儡の心臓 (Kugutsu no shinzō) 15. 廃墟の国のアリス (Haikyo no kuni no Alice) 16. 生まれた意味などなかった。(Umareta imi nado nakatta) 17. アートを科学する (Art wo Kagakusuru) 18. それは恋の終わり (Sore wa koi no owari) 19. 拝啓、桜舞い散るこの日に (Haikei, sakura mai chiru kono Ni~Tsu ni) 20. あさきゆめみし (Asakiyumemishi) | 2                |

#### Álbum original de Vocaloid
| #  | Fecha de lanzamiento | Título                     | Etiqueta | Lista de canciones grabadas |
| -- | -------------------- | -------------------------- | -------- | --- |
| 1º | 27 de abril de 2013  | 明鏡止水 ( Meikyō shisui ) | Mafumafu | 10 Song CD 1. ヤクビョウガミ (Yakubyougami) 2. グッドスリープコンソール (Good sleep console) 3. 仇返しシンドローム (Kyū-gaeshi syndrome) 4. 後書きの始まり、虚無の目次 (Atogaki no hajimari, kyomu no mokuji) 5. 緑青色の憂鬱 (Ryokushōiro no yūutsu) 6. かくしごと (Kakushi goto) 7. カラクリ遺伝子脳 (Karakuri Idenshi nō) 8. 夕暮れ蝉日記 (Yūgure semi nikki) 9. 明鏡止水 (Meikyō shisui) 10. 透明パレット (Tōmei palette) |

### Single
|                            | Fecha de lanzamiento       | Título                                             | Formatos                   | Billboard Japan            |
| Del sello musical A-Sketch | Del sello musical A-Sketch | Del sello musical A-Sketch                         | Del sello musical A-Sketch | Del sello musical A-Sketch |
| -------------------------- | -------------------------- | -------------------------------------------------- | -------------------------- | -------------------------- |
| 1                          | 1 julio 2019               | サクリファイス (Sacrifice)                         | Descarga digital           | 41                         |
| 2                          | 21 febrero 2020            | それを愛と呼ぶだけ (Sore o ai to yobu dake)        | Descarga digital           | 36                         |
| 3                          | 1 abril 2020               | 最終宣告 (Saishuu senkoku)                         | Descarga digital           | 82                         |
| 4                          | 10 enero 2021              | ナイティナイト (Nighty night)                      | Descarga digital           | N / A                      |
| 5                          | 10 enero 2021              | デジャヴ (Deja vu)                                 | Descarga digital           | N / A                      |
| 6                          | 10 enero 2021              | ノンタイトル (Non-title)                           | Descarga digital           | N / A                      |
| 7                          | 10 enero 2021              | リア充になりたい (Rear jū ni naritai)              | Descarga digital           | N / A                      |
| 8                          | 10 enero 2021              | 悔やむと書いてミライ (Kuyamu to kaite mirai)       | Descarga digital           | N / A                      |
| 9                          | 10 enero 2021              | 携帯恋話 (Keitai renwa)                            | Descarga digital           | N / A                      |
| 10                         | 10 enero 2021              | アルターエゴ (Alter ego)                           | Descarga digital           | N / A                      |
| 11                         | 10 enero 2021              | 夜空のクレヨン (Yozora no Crayon)                  | Descarga digital           | N / A                      |
| 12                         | 10 enero 2021              | 赤い風船 (Akaifusen)                               | Descarga digital           | N / A                      |
| 13                         | 10 enero 2021              | 百鬼夜行 (Hyakkiyakō)                              | Descarga digital           | N / A                      |
| 14                         | 10 enero 2021              | ひともどき (Hitomodoki)                            | Descarga digital           | N / A                      |
| 15                         | 10 enero 2021              | イカサマダンス (Danza Ikasama)                     | Descarga digital           | N / A                      |
| 16                         | 10 enero 2021              | ユウレイ (Yūrei)                                   | Descarga digital           | N / A                      |
| 17                         | 10 enero 2021              | 夜想と白昼夢 (Yoru sō to hakuchūmu) (Shorts ver. ) | Descarga digital           | N / A                      |

### Otras canciones registradas
| Año  | Título                                               | Posición máxima en Japón Hot 100 | Álbum                |
| ---- | ---------------------------------------------------- | -------------------------------- | -------------------- |
| 2019 | 女の子になりたい (Onnanoko ni naritai)               | 85                               | Artefacto Kagura-iro |
| 2021 | タクト (Takt) de ryo(supercell) feat. mafumafu, gaku |                                  |                      |

## Papeles

### Actor de voz
- 2016 – Teatro anime Sukininaru sono shunkan wo. ~ Kokuhaku jikkō iinkai ~ (El momento en que me enamoré. ~ Asociación para ejecutar una confesión) papel como School boy A
- 2017 - TV Anime - Atom: El papel inicial como estudiante 2 (EP.4)

### Programas de televisión
- 19 de octubre de 2019 – Hikikomori kara dōmu e netto jidai no senku-sha ma fuma fu en NHK

### Televisión por Internet
- 27 de enero de 2018: Wakeari vegetariano en los juegos de AbemaTV Ultra[注 1]
- 19 de diciembre de 2018: demostración de Hikikomori maru maru ga shitai! (también conocido como Hikimaru ) en Yahoo! JAPÓN[30]

## Nota
1. ↑  放送回ごとに出演者が変わる形式だが、各配信回のメインキャストの一人としてクレジットされている。